# Kamiel Bulcke

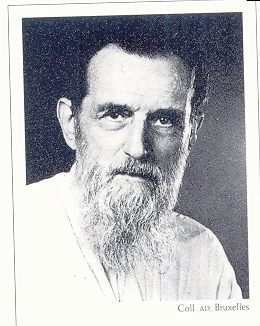
Kamiel Bulcke

Kamiel Bulcke S.J. (ook: Camille Bulcke) (Ramskapelle, 1 september 1909 - Delhi (India), 17 augustus 1982) was een Belgische jezuïet, missionaris in India en een linguïst. Bulcke werd bekend omwille van zijn studie van de Ramayana en door de publicatie van een woordenboek Engels-Hindi dat nog steeds het meest gebruikte in Noord-India is.

## Jeugd en opleiding
Toen Bulcke een jaar oud was, verhuisden zijn ouders naar Lissewege waar hij zijn jeugd doorbracht. Hij volgde secundair onderwijs aan het Sint-Franciscus-Xaveriusinstituut te Brugge. Daarna ging Bulcke naar de Katholieke Universiteit Leuven waar hij begon aan de studies burgerlijk mijnbouwkundig ingenieur en er na twee jaar zijn kandidaatsdiploma behaalde.
Bulcke stopte in 1930 met zijn studies en trad binnen in de orde van jezuïeten te Drongen. Tussen 1932 en 1934 volgde Bulcke filosofie bij de Duitse jezuïeten in Valkenburg en tussen 1934 en 1935 studeerde hij nog Koloniale Geneeskunde te Leuven alvorens in oktober 1935 naar India af te reizen.
Het eerste jaar verbleef Bulcke te Darjeeling en werd daarna wiskundeleraar in de school van Gumla. Ontgoocheld door het feit dat het officiële leven in het Engels verliep, begon Bulcke Hindi en Sanskriet te leren. Tussen 1939 en 1942 studeerde Bulcke theologie in Kurseong waar hij op 21 november 1941 tot priester werd gewijd. Kamiel Bulcke vervolledigde zijn opleiding met een derde jaar noviciaat in Kadaikanal. Ondertussen had Bulcke reeds het nodige diploma behaald dat hem toeliet om in het Hindi te onderwijzen.
Bulcke schreef zich vervolgens in aan de universiteit van Calcutta en behaalde er in 1944 het Masterdiploma in Sanskriet en Hindi. Tussen 1945 en 1949 studeerde hij verder aan de Universiteit van Allahabad. Door zijn vroegere ervaring als Vlaming in het toenmalige Franstalige onderwijs te Leuven wilde Bulcke zijn doctoraatsthesis absoluut in het Hindi schrijven ofschoon de officiële onderwijstaal het Engels was. De overredingskracht van Bulcke was sterk genoeg zodat de statuten van de universiteit werden aangepast. Kamiel Bulcke was daarmee de allereerste persoon in India die zijn thesis in het Hindi schreef. In zijn thesis bestudeerde Bulcke de oorsprong en de ontwikkeling van het Rama-epos, de Ramayana. Deze thesis zou het standaardreferentiewerk worden voor de specialisten van de Ramayana.

## Loopbaan
In 1950 werd Bulcke door de bestuur van Bihar benoemd tot lid van de pas opgerichte commissie voor de promotie van het Hindi. Hij vestigde zich in Ranchi en werd docent en departementshoofd van het departement Hindi en Sanskriet van het plaatselijke Saint Xavier's College. Na acht jaar diende Bulcke door opkomende doofheid het doceren op te geven en wijdde hij zich volledig aan het schrijven en publiceren van zijn studies.
Bulcke voelde zich aangetrokken door de Hindi-dichter Tulsidas (1532-1623) op wiens geschriften zijn thesis deels gebaseerd was. Bulcke werd dikwijls uitgenodigd om redevoeringen te geven over de dichter en zijn godsdienstige Rama-verzen. Bulcke deed dit met veel enthousiasme en bracht de toehoorders in aanraking met de diepe waarden van hun eigen spirituele tradities. In 1951 verwierf Bulcke het Indiaanse staatsburgerschap.
Door zijn lange periode van ervaring en zijn talrijke opzoekingen en vertaalwerk in het Hindi bracht Bulcke een enorme schat aan Hindi-woorden samen. Dit liet hem toe om in 1955 een verklarende woordenlijst Engels-Hindi over cultuur te publiceren. Daarna begon Bulcke aan zijn levenswerk: het publiceren van een 900 bladzijden en 40.000 woorden tellend algemeen woordenboek Engels-Hindi dat in 1968 voor de eerste maal uitgegeven werd. Tot op het einde van zijn leven zou Bulcke dit woordenboek blijven bijwerken. In 1950 werd Bulcke door de bestuur van Bihar benoemd tot lid van de pas opgerichte commissie voor de promotie van het Hindi. Hij vestigde zich in Ranchi en werd docent en departementshoofd van het departement Hindi en Sanskriet.
Daarna begon Bulcke met de vertaling van het Nieuwe Testament in het Hindi dat in 1977 werd gepubliceerd. Na het Nieuwe Testament volgde de vertaling van het Oude Testament. Dit werk heeft Bulcke net niet kunnen voltooien: bij zijn dood in 1982 was 90% vertaald naar het Hindi.
Kamiel Bulcke was eveneens corresponderend lid van de Koninklijke Academie voor Overzeese Wetenschappen.

## Allereerste Indische doctoraatsthesis in het Hindi
Bulcke behaalde in 1944 aan de universiteit van Calcutta het Masterdiploma in Sanskriet en Hindi. Tussen 1945 en 1949 studeerde hij verder aan de Universiteit van Allahabad. Door zijn vroegere ervaring als Vlaming in het toenmalige Franstalige onderwijs te Leuven wilde Bulcke zijn doctoraatsthesis absoluut in het Hindi schrijven hoewel de officiële onderwijstaal het Engels was. De overredingskracht van Bulcke was sterk genoeg zodat de statuten van de universiteit werden aangepast. Camille Bulcke was daarmee de allereerste persoon in India die zijn thesis in het Hindi schreef. In zijn thesis bestudeerde Bulcke de oorsprong en de ontwikkeling van het Rama-epos, de Ramayana. Deze thesis zou het standaardreferentiewerk worden voor de specialisten van de Ramayana.

## Erkenning
In 1974 werd Bulcke door de regering van India geëerd met de Padma Bhushan-onderscheiding voor zijn uitzonderlijke bijdrage tot de Hindi-literatuur.

## Werken
- (Hindi) Muktidata (de 4 evangelies in een doorlopend verhaal), Ranchi, 1942.
- (Engels)The Theism of Nyaya Vaisheshika, Calcutta, 1947.
- (Hindi) Râmakathâ, Utpatti aur Vikâsa (thesis), Allahabad, 1950.
- Technical English-Hindi Glossary of General Culture, Ranchi, 1955.
- English-Hindi Dictionary, Ranchi, 1968 (3de uitgave in 1981).
- (Hindi) Naya Vidhana (vertaling Nieuw Testament), Ranchi, 1977.